# Spiętrzenie całkowite
Spiętrzenie całkowite – parametr pracy sprężarki wyrażający się różnicą pomiędzy ciśnieniem tłocznym i ssawnym uwzględniającym także przyrost prędkości gazu.
Δp = pt – ps + σ * (ct – cz)2 / 2
gdzie:
pt – ciśnienie tłoczne
ps – ciśnienie ssawne
ct – prędkość gazu tłoczonego
cz – prędkość gazu zasysanego
σ – gęstość gazu